# Alice Springs Desert Park
Het Alice Springs Desert Park is een dierenpark annex cultureel centrum nabij de Australische stad Alice Springs in het Noordelijk Territorium. Het park ligt tussen de stad en het Nationaal park West MacDonnell. De flora en fauna van het omliggende gebied en de oorspronkelijke inwoners daarvan, de Arrernte, staan centraal in het Desert Park.

## Beschrijving
Het Desert Park omvat drie themagebieden: Desert Rivers, Sand Country en Woodlands. De drie gebieden bestaan uit wandelpaden met rondom de specifieke planten en volières met de vogels uit het betreffende gebied. In het Woodlands-deel is ook een verblijf met rode reuzenkangoeroes (Osphranter rufus) en emoes (Dromaieus novaehollandiae). Verder is er het Nocturnal House met reptielen als de bergduivel (Moloch horridus) en de noordelijke doodsadder (Acanthophis praelongus) en nachtdieren als de langoorhaasrat (Leporillus conditor), langoorbuideldas (Macrotis lagotis), de westelijke buidelhaas (Lagorchestes hirsutus) en de kerkuil (Tyto alba).
Meerdere malen per dag zijn er rondleidingen met een specifiek thema en shows met roofvogels als de Australische boomvalk (Falco longipennis) en de zwartborstwouw (Hamirostra melanosternon).